# Un homme sans l'Occident
Pour plus de détails, voir Fiche technique et Distribution.
Un homme sans l'Occident est un film français réalisé par Raymond Depardon sorti en 2003. C'est une adaptation libre du récit de Diego Brosset Sahara, un homme sans l'Occident, qui raconte la vie d'un des derniers hommes libres du Sahara au début du XXème siècle.
Si son style et son approche narrative sont clairement inspirés du cinéma documentaire, ce film est cependant une des rares fictions dans la filmographie du réalisateur. Il développe des images sur la vie des nomades (le film est de ce point de vue très documenté), sur le rapport avec les animaux, avec le sable et entre hommes. Il ne se focalise pas sur l'opposition avec le monde occidental. Les dialogues ne sont pas traduits.

## Synopsis
Le personnage central, Alifa, un enfant nomade rendu orphelin par une razzia malheureuse de son père, est sauvé et recueilli par des chasseurs. Il s'adaptera, mais suit bientôt un autre groupe de nomades pillards, dont il devient le guide.
Le groupe est capturé une première fois, puis réduit à la reddition par les troupes coloniales françaises. 

## Fiche technique
- Réalisateur : Raymond Depardon
- Assistant réalisateur : Sougui Abdallah Kebir
- Scénaristes : Louis Gardel, Raymond Depardon
- Auteur de l'oeuvre originale : Diégo Brosset, "Sahara : un homme sans l'occident", roman
- Société de production : Palmeraie et Désert
- Producteur : Claudine Nougaret
- Distributeur d'origine : Les Films du losange (Paris)
- Ingénieur du son : Nicolas Favre
- Mixeur : Dominique Vieillard
- Monteur : Roger Ikhlef
- Régisseur : Thierry Chuinard
- Année de production : 2002
- Date de sortie (France) : 15 janvier 2003
- Interprètes : Ali Hamit (Alifa), Brahim Jiddi (Alifa bébé), Wodji Ouardougou (Alifa vieux), Hassan Yoskoï (le père de Alifa), Issa Mauli (un des hommes découvrant Alifa mourant), Sougoï Tahar (un des hommes découvrant Alifa mourant), Djibrim Adrahaman (un compagnon d'Alifa), Brahim Adoum (un compagnon d'Alifa), Ahamat Tchougou (un compagnon d'Alifa), Hamid Moussa (un chasseur), Hamat Adoum (un chasseur), Moussa Adimi (un chasseur)